# Empis imputata
Empis imputata är en tvåvingeart som beskrevs av Collin 1933. Empis imputata ingår i släktet Empis och familjen dansflugor. Inga underarter finns listade i Catalogue of Life.